# Теодор Айке
Теодор Айке (на немски: Theodor Eicke) е германски офицер, генерал от СС (SS-Obergruppenführer), създател на охранителните команди на концлагерите („Totenkopf“ от немски: „Мъртвешка глава“), командир на елитната 3-та СС танкова дивизия „Тотенкопф“, по време на Втората световна война.

## Биография
Роден е на 17 октомври 1892 година в Худинген, Лотарингия в семейството на служителя от имперските железници Хайнрих Айке.

### Ранни години и служба по време на Първата световна война
През 1909 година постъпва на служба в армията като доброволец. Зачислен в 23-ти Баварски пехотен полк, намиращ се на гарнизон в град Ландау. По време на Първата световна война Айке е писар в 3-ти, а от 1916 година в 22-ри Баварски полк. През 1914 година е награден с Железен кръст – II степен, за проявена храброст.
През 1919 година напуска армията, но перспективи за започване на работа почти няма. Започва да учи в един от филиалите към унивеситета в родния град на неговата съпруга Берта – Илменау.
Напуска университета през 1920 година, с цел започване на работа в полицията, първоначално като информатор, а по-късно като редови полицай. В края на месец януари 1923 година, Айке става офицер от службата по безопасност на корпорацията „ИГ Фарбен“ (на немски: IG Farben, съкратено от Interessen-Gemeinschaft Farbenindustrie AG), разположена в град Лудвигсхафен, където работи до уволнението му през 1932 година.

## Служба за нацистите
Възгледите на Теодор Айке за Ваймарската република са сходни с тези на националсоциалистите и на 1 декември 1928 година Айке се присъединява към НСДАП и паравоенното подразделение на Ернст Рьом – СА. Приема сериозно службата и през август 1930 година напуска СА, за да се присъедини към СС с личното благоразположение на Хайнрих Химлер. Повишен е в чин СС-Щандартфюрер (еквивалент на полковник), в края на 1931 година. Раздвоеността му между службата му в СС и тази на охранител в „ИГ Фарбен“ поражда затруднения за него и той е уволнен през 1932 година, посвещавайки се единствено на службата в СС. Същата година (през месец юли) е подведен под отговорност за политически преследвания и бомбени атентати в Бавария и е осъден на две години затвор.
Успява да избегне затвора благодарение на симпатизиращия на Адолф Хитлер министър на правосъдието на Бавария – Франц Гюртнер. По заповед на Химлер заминава с фалшив паспорт за Италия, за да избегне полицейското преследване в Германия, присъединявайки се към други членове на СС в изгнание, пребиваващи в специален лагер на италианска територия.

### СС и концлагерите
Айке се завръща в Германия през март 1933 година, след като Адолф Хитлер спечелва властта в страната. След завръщането в родината, Айке има кавги със своя съпартиец и гаулайтер Йозеф Бюркел (Joseph Bürckel), за водачеството на 10-а команда. Няколко месеца по-късно Айке и негови приближени заключват Бюркел в собствената му щаб-квартира. Бюркел не им остава длъжен и по негова лична заповед Айке е арестуван и изпратен за няколко месеца в лудница, намираща се в град Вюрцбург.
През юли 1933 година Химлер разпорежда Айке да бъде назначен за комендант на първия концлагер за политически затворници, разположен в Дахау, близо до Мюнхен, заменяйки обвинения в убийството на няколко арестувани щурмбанфюрер от СС Хилмар Вакерле.
Айке въвежда нови мерки за разправа със затворниците и в същото време започва реформи в структурата на гарнизона. На 30 януари 1934 година е повишен в чин СС-бригаденфюрер (еквивалент на генерал-майор). Знаейки, че в негово лице има верен поддръжник, Хайнрих Химлер му поверява една от главните роли в погрома над съпартийци през така наречената Нощ на дългите ножове. Хитлер и Химлер решават да му възложат премахването на доскорошния им най-близък съпартиец – Ернст Рьом. Айке не ги подвежда и на 1 юли 1934 година, заедно със своя адютант Михаел Липерт, убива Рьом. Заради заслугите си в чистката сред съпартийците, Айке е назначен за „главен инспектор на концентрационните лагери“ и „командир на охранителните части на SS“ (Inspeektor der Konzentrazionslager und Führender SS Wachverbände).
В тази си роля Айке започва реорганизация на лагерите през 1939 година, закривайки малките лагери (остава само Дахау) и създавайки четири големи – Дахау, Заксенхаузен, Бухенвалд и Равенсбрюк, близо до Лихтенбург. Започва строеж на нови лагери на територията на Австрия („Концентрационен лагер Маутхаузен“, през 1938 година) и реформира лагерните администрации по модела на Дахау.
Виждайки че новата система работи, Айке насочва силите си към реорганизацията на охранителните подразделения на SS „Тотенкопф“ (на немски: SS-Totenkopf – „Мъртвешка глава“) във военнизирани формирования на нацистката партия. Завършвайки реформата на охранителните единици, през 1939 година вече е създал батальони, носещи името на лагера, към който са назначени за охрана:
- 1-ви СС полк „Тотенкопф“, охранява Дахау;
- 2-ри СС полк „Бранденбург“, охранява Заксенхаузен;
- 3-ти СС полк „Тюрингски“, охранява Бухенвалд;
- 4-ти СС полк „Остмарк“, охранява Маутхаузен.

Заради тези свои действия Теодор Айке придобива страховита репутация не само сред евреите и военните противници. Айке става зъл и брутален, подозрителен и жесток, изпълнен с омраза срещу противоречащите на нацистката идеология. Превръща своята част в еднороден и сплотен екип, силно мотивиран и даващ всичко от себе си за успеха. Айке доказва своите, макар и крайни, военноначалнически умения, правейки от новосъздадените части елитни войскови подразделения, които няколко години по-късно ще всяват ужас сред редиците на своите противници. Той внася сред войниците си особен дух на „кръвно братство“. Неговите хора са много по-сплотени от колегите си във Вермахта.

## Втора световна война

### Полска кампания
През лятото на 1939 година Германия започва да се готви за инвазия в съседна Полша. Айке мобилизира три свои полка (Горно-Баварски, Бранденбургски и Тюрингски – всичко около 7000 души), които се включват към силите на Вермахта в Полша. Неговите части, с изключение на малки сблъсъци, почти не влизат в бой, но за сметка на това, в сътрудничество с ръководителя на службата за безопасност на СД – Райнхард Хайдрих, сформират печално известните „айнзацгрупен“ (на немски: Einsatzgruppen – „групи със специално назначение“), които се занимават с изтребване и конфискация на имуществото на полски граждани, предимно евреи, религиозни водачи, политически деятели и др. В един от полските градове командир на СС-щандарт нарежда да се изгорят всички синагоги, след което принуждава под заплахата за разстрел да подпишат документ, че сами са запалили синагогите, глобявайки ги с хиляди марки за „умишлен палеж“. Повечето от попадналите в ръцете на „айзацгрупен“, просто били ликвидирани в „опит за бягство“.
Крайностите, в които изпадат частите от „Мъртвешка глава“ и СД, карат много от генералите във Вермахта да изпадат в шок, изказвайки своето недоволство от зверствата. Много от тях изразяват официално протест, но докладите им достигат единствено до генерал-полковник Валтер фон Браухич, който, като главнокомандващ на Вермахта, трябва да докладва до Хитлер, но не посмява да го направи.
Вместо да бъде наказан за изстъпленията на подчинените си, Айке е назначен за командващ на новосформираната моторизирана дивизия „Мъртвешка глава“, създадена лично по нареждане на Хитлер (по съвет на Химлер). Личният състав на новата дивизия наброява около 15 хил. души.
Дивизията СС „Тотенкопф“ се състои от 3 мотопехотни полка, артилерийски полк, сапьорен, противотанков и разузнавателен батальон, административни и спомагателни подразделения, каквито трябва да са налице в моторозирана дивизия. Мотопехотните полкове са създадени на базата на старите охранителни полкове: Горно-Баварски, Бранденбургски и Тюрингски. Дивизионната артилерия е образувана от части, прехвърлени от охранителните части на „СС-Данциг“. В останалите части са приети новобранци, СС запасняци (Verfugungstruppen) от общите части на СС и полицията.